# NGC 4565
NGC 4565 (ou Caldwell 38) est une vaste galaxie spirale vue par la tranche et située dans la constellation de la Chevelure de Bérénice. Sa vitesse par rapport au fond diffus cosmologique est de 1 571 ± 20 km/s, ce qui correspond à une distance de Hubble de 23,2 ± 1,7 Mpc (∼75,7 millions d'al). NGC 4565 a été découverte par l'astronome germano-britannique William Herschel en 1785. On la surnomme aussi la « galaxie de l'Aiguille ».
NGC 4565 a été utilisée par Gérard de Vaucouleurs comme une galaxie de type morphologique Sb sp dans son atlas des galaxies,.

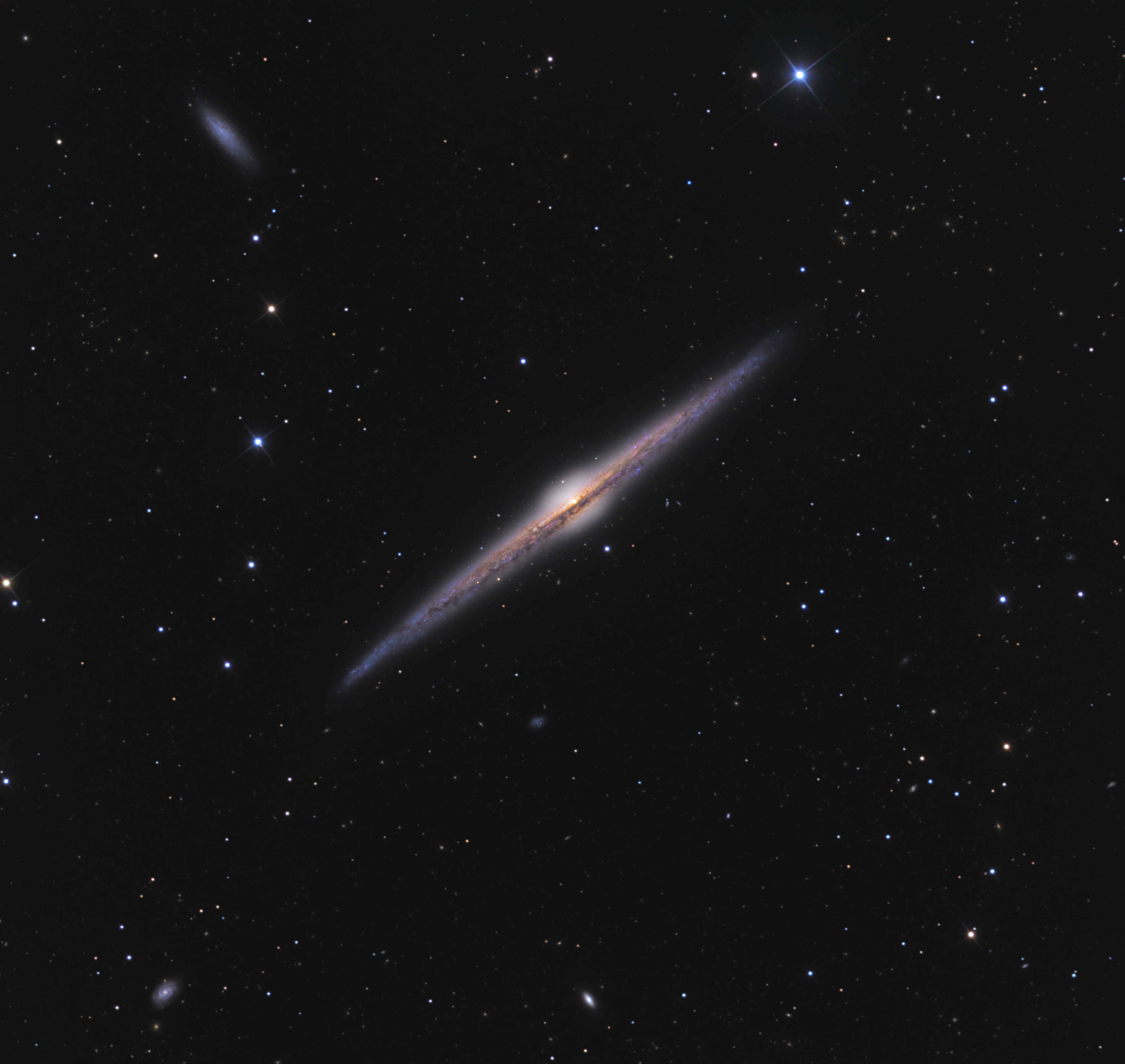
NGC 4564 par Ken Crawford.

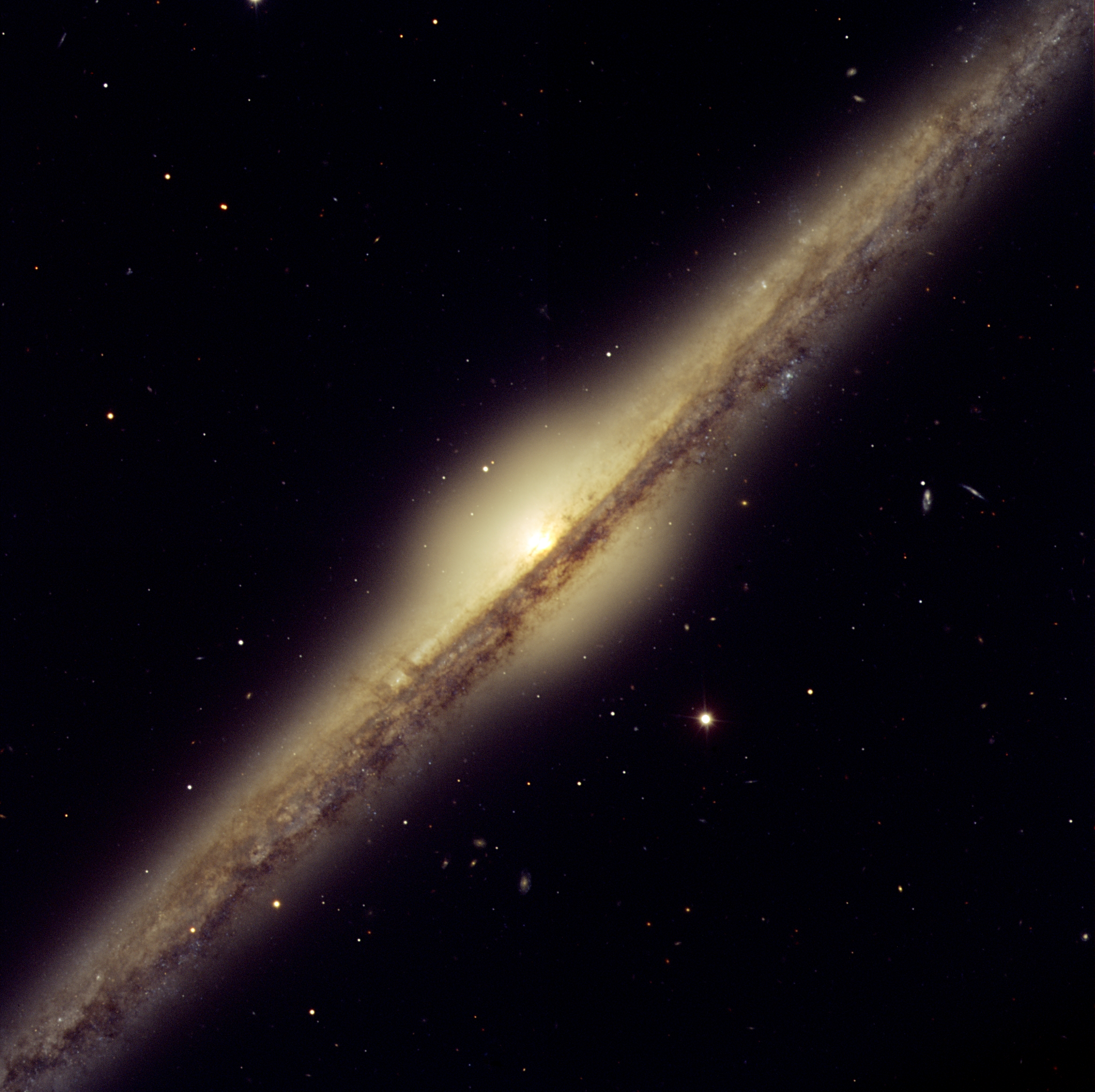
NGC 4564 par le télescope spatial Hubble.

La classe de luminosité de NGC 4565 est II et elle présente une large raie HI. C'est une galaxie active de type Seyfert 3 et 1.9. La luminosité de la galaxie NGC 4565 dans l'infrarouge lointain (de 40 à 400 µm)  est égale à 4,07 × 109 {\displaystyle L_{\odot }} (109,61{\displaystyle L_{\odot }}) et sa luminosité totale dans l'infrarouge (de 8 à 1 000 µm) est de 4,57 × 109 {\displaystyle L_{\odot }} (109,66{\displaystyle L_{\odot }}).

## Distance de NGC 4565
À ce jour, 34 mesures non basées sur le décalage vers le rouge (redshift) donnent une distance de 11,700 ± 4,067 Mpc (∼38,2 millions d'al), ce qui est nettement à l'extérieur des valeurs de la distance de Hubble.
Cette galaxie, comme plusieurs du groupe de 4725, est relativement rapprochée du Groupe local et on obtient souvent une distance de Hubble très différente en raison de leur mouvement propre dans le groupe où dans l'amas où elles sont situées. La distance de 11,7 Mpc est sans doute plus près de la réalité. Selon ces deux mesures, NGC 4565 se dirige vers le centre de l'amas en direction opposée à la Voie lactée. Notons que c'est avec la valeur moyenne des mesures indépendantes, lorsqu'elles existent, que la base de données NASA/IPAC calcule le diamètre d'une galaxie.

## Trou noir supermassif
Selon les auteurs d'un article publié en 2012, la masse du trou noir supermassif au centre de NGC 4565 est de 29 millions de {\displaystyle M_{\odot }}. La connaissance de sa masse et de son taux d'accrétion permet d'estimer le taux de formation d'étoiles dans la région centrale des galaxies de type Seyfert. Ce taux pour cette galaxie serait à l'intérieur et à l'extérieur d'un rayon de 1 kpc respectivement de 0,040 {\displaystyle M_{\odot }}/an et de 0,53 {\displaystyle M_{\odot }}/an.

## Groupe de NGC 4725
Selon un article publié par Abraham Mahtessian en 1998, NGC 4565 fait partie d'un groupe de galaxies qui compte au moins 16 membres, le groupe de NGC 4725, la galaxie la plus brillante du groupe. Les autres galaxies de ce groupe sont NGC 4245, NGC 4251, NGC 4274, NGC 4278, NGC 4283, NGC 4308, NGC 4310, NGC 4314, NGC 4393, NGC 4494, NGC 4559, NGC 4670, NGC 4725 et NGC 4747.
D'autre part, les galaxies NGC 4245, NGC 4251, NGC 4274, NGC 4278, NGC 4283, NGC 4310 et NGC 4314 font partie d'une autre groupe décrit par A.M. Garcia dans un article publié en 1993, le groupe de NGC 4274.
Trois autres galaxies du groupe NGC 4725 de Mahtessian se retrouvent aussi dans deux autres groupes de Garcia : NGC 4308 dans le groupe de NGC 4631 ainsi que NGC 4494 et NGC 4565 dans le groupe de NGC 4565. Les frontières entre les groupes ne sont pas clairement établies et dépendent des critères de proximité utilisés par les auteurs.

## Galerie

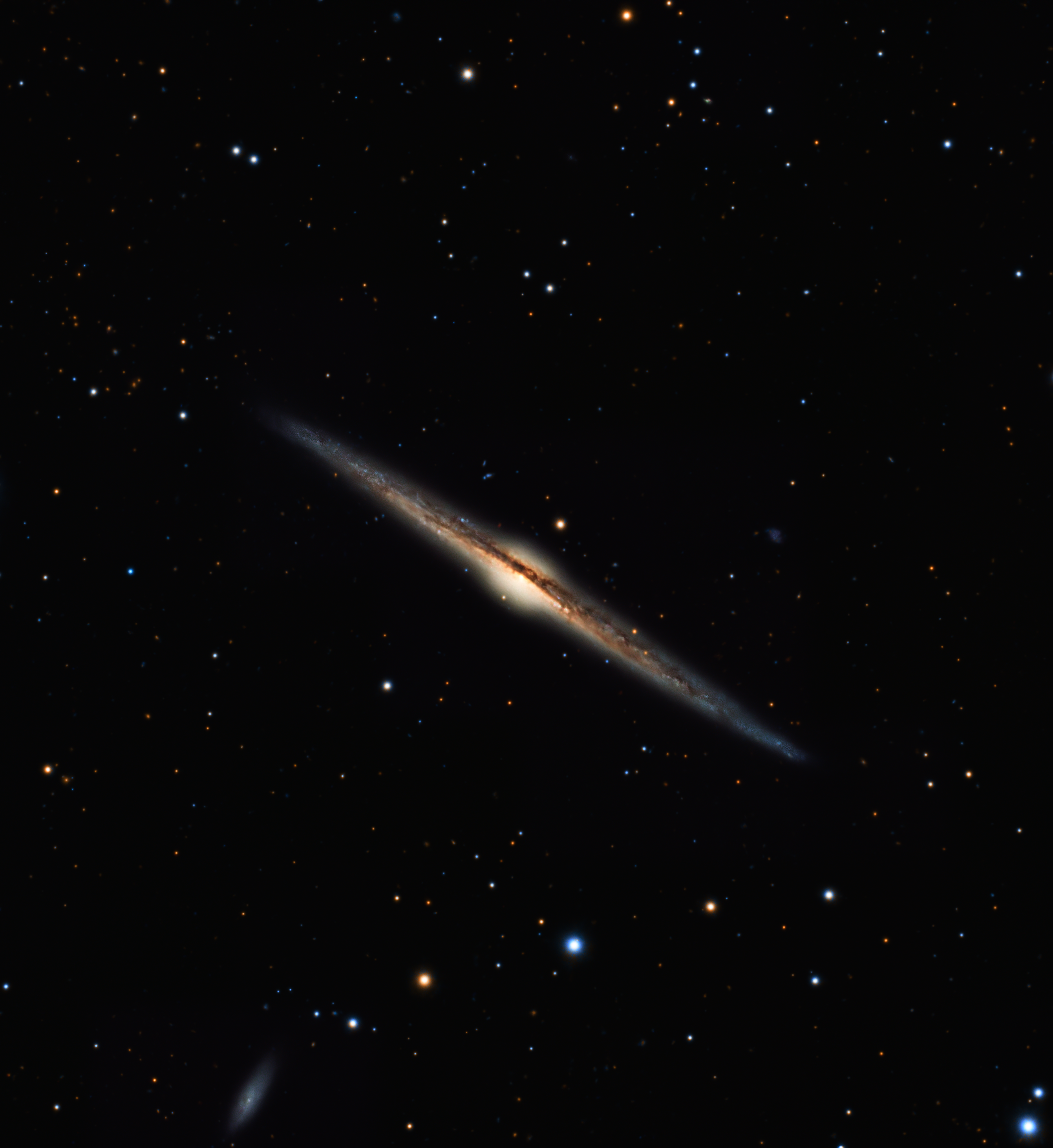
La galaxie de l'aiguille NGC 4565 prise depuis la France par l'astrophotographe amateur Anthony MICHEL